# Geranomyia hardyi
Geranomyia hardyi is een tweevleugelige uit de familie steltmuggen (Limoniidae). De soort komt voor in het Australaziatisch gebied.